# Бернгард Кнубель
Бернгард Кнубель (нім. Bernhard Knubel, 2 березня 1938 — 23 лютого 1973) — німецький академічний веслувальник.
Олімпійський чемпіон 1960 року в складі розпашної двійки зі стерновим.